# Кубличский сельсовет
Кубличский сельсовет (белор. Кублiцкі сельсавет) — административная единица на территории Ушачского района Витебской области Республики Беларусь. Административный центр — агрогородок Кубличи.

## История
Образован в 1924 г.

## Состав
Кубличский сельсовет включает 38 населённых пунктов:
- Андрейчики — деревня.
- Аникевщина — деревня.
- Астаповщина — деревня.
- Белюковщина — деревня.
- Боровляны — деревня.
- Боярщина — деревня.
- Бычки — деревня.
- Вотьковичи — деревня.
- Гомылево — деревня.
- Двор-Зерченицы — деревня.
- Дорошковичи — деревня.
- Заболотье — деревня.
- Загузье — деревня.
- Зерченицы — деревня.
- Идута — деревня.
- Клепцы — деревня.
- Копыловщина — деревня.
- Кубличи — агрогородок.
- Лисичино — деревня.
- Ложане — деревня.
- Ложанщина — деревня.
- Мажуйки — деревня.
- Марьянполье — деревня.
- Мостище — деревня.
- Подъязно — деревня.
- Пруды — деревня.
- Рыбаки — деревня.
- Селище — деревня.
- Скачихи — деревня.
- Слободка — деревня.
- Слободка-Гущинская — деревня.
- Смоляки — деревня.
- Сомовка — деревня.
- Сорзово — деревня.
- Судиловичи — деревня.
- Чемеричино — деревня.
- Череповщина — деревня.
- Шахновцы — деревня.

## Культура
- В деревне Бычки расположен Дом-музей В. В. Быкова — филиал учреждения культуры «Ушачский музей народной славы имени Героя Советского Союза Владимира Елисеевича Лобанка».

## Достопримечательность
- Руины католического храма Святой Вероники (XVIII век) в деревне Селище
- Руины жилого корпуса монастыря бернардинцев в деревне Селище